# 11844 Ostwald
11844 Ostwald este un asteroid din centura principală de asteroizi.

## Descriere
11844 Ostwald este un asteroid din centura principală de asteroizi. A fost descoperit pe 22 august 1987 la Observatorul La Silla de Eric Walter Elst. Asteroidul prezintă o orbită caracterizată de o semiaxă mare de 3,17 ua, o excentricitate de 0,17 și o înclinație de 1,3° în raport cu ecliptica.